# Patrick Lancaster
Patrick Lancaster (San Luis, 30 de julio de 1982) es un vlogger, podcaster e influencer estadounidense. Aunque se lo describe como pro-Kremlin, Lancaster ha sido también llamado agente doble debido a sus videos que cubren la invasión rusa de Ucrania regularmente revelan información militar rusa comprometedora, que es utilizada contra Rusia por las fuerzas ucranianas, las agencias de inteligencia occidentales y los medios de comunicación occidentales. Lancaster es conocido por filmar regularmente escenas montadas e intentar hacerlas pasar como reales, y se le ha referido como un «maestro» de las fake news.

## Biografía

### Primeros años y Armada de los Estados Unidos
Lancaster es originario de Misuri en los Estados Unidos. De 2001 a 2006 fue miembro de la Armada de los Estados Unidos, especializándose como técnico en criptología y ascendiendo al rango de suboficial de tercera clase. Navegó en el USS Kitty Hawk (CV-63) de 2002 a 2006.

### Ucrania
Según Lancaster, llegó a Ucrania en marzo de 2014 para cubrir las secuelas del Euromaidán. Luego se instaló en Donetsk ese mismo año, después de conocer a la mujer que se convertiría en su esposa, convirtiéndose al cristianismo ortodoxo. Lancaster ha trabajado para varios medios de comunicación respaldados por el Kremlin, incluidos RT y Zvezda, cubriendo la guerra del Dombás. De 2014 a 2015, Lancaster trabajó en Donbass como camarógrafo para el periodista británico Graham Phillips. Más tarde, Phillips sería muy crítico con Lancaster y escribió en 2022 que Lancaster es un «charlatán analfabeto y estafador, con una perspicacia periodística y una capacidad inferior a la de una planta en maceta».
A partir de 2015, Lancaster ha creado principalmente vídeos para su propio canal de YouTube. Los vídeos de Lancaster supuestamente han expuesto información sobre crímenes de guerra rusos, revelando ubicaciones, identidades de los perpetradores e información militar rusa sensible. En sus vídeos, Lancaster se refiere a las regiones de Dombás, Jersón y Zaporiyia bajo ocupación rusa como «parte de Ucrania».
Lancaster ha aparecido a menudo en el programa de teorías conspirativas InfoWars de Alex Jones. En 2022, una investigación del Instituto para el Diálogo Estratégico (ISD) identificó a Lancaster como uno de los doce influyentes occidentales clave que difunden desinformación pro-Kremlin sobre la guerra ruso-ucraniana. El medio de comunicación ucraniano Zaborona investigó sus vínculos con el Kremlin e informó de su conexión con Eric Kraus, un empresario francés pro-Putin cercano a Nikolái Pátrushev, secretario del Consejo de Seguridad de Rusia.

#### MH17
Lancaster ha creado y publicado múltiples vídeos relacionados con la tragedia del vuelo 17 de Malaysia Airlines y ha recibido fuertes críticas por sus acciones en relación con el MH17. En 2017, Lancaster afirmó haber encontrado restos óseos de víctimas del derribo del MH17 y trozos del fusejale, que él, tras una solicitud del Equipo Conjunto de Investigación, entregó al alcalde local con la solicitud de transportarlos a los Países Bajos. Después de una investigación realizada por el Instituto Forense de los Países Bajos, se encontró que los restos contenían restos de 7 pasajeros, 4 de los cuales eran neerlandeses. En 2018, los familiares de las víctimas del derribo expresaron su enojo porque Lancaster continuó mostrando imágenes de los restos de las víctimas en línea. Creían que los estaba utilizando en una campaña para absolver a Rusia del derribo. Los medios de comunicación rusos presentaron el descubrimiento de los restos por parte de Lancaster como prueba de que las autoridades neerlandesas habían examinado mal el lugar del accidente y no se habían preocupado por los familiares. En los medios de comunicación ucranianos y neerlandeses, Lancaster ha sido criticado por hacer propaganda de la tragedia, su insensibilidad hacia las víctimas y su explotación para beneficio personal.
Las autoridades neerlandesas han instado repetidamente a Lancaster a que entregue todos sus hallazgos, pero hasta 2024 aún no lo había hecho.

#### 2022 al presente
En los primeros días de la invasión rusa de Ucrania en 2022, Vice Media y NBC News lo describieron como el más popular de los influencers pro-Kremlin que difunden propaganda y desinformación rusa en YouTube. Según Bellingcat, la escena de al menos uno de los vídeos de Lancaster fue montada. Una investigación de Bellingcat realizada en agosto de 2022 encontró que uno de los videos de YouTube de Lancaster mostraba la presencia de un soldado ruso sospechoso de torturar y castrar a un prisionero de guerra ucraniano y ayudó a identificarlo.
Los videos de Lancaster sobre el conflicto han sido transmitidos regularmente por medios estatales rusos como Ruptly, Zvezda y RT. Al principio del conflicto, sus vídeos aparecieron en medios internacionales como Associated Press, ITN, Sky News, Reuters, SPIEGEL TV. En 2022, el único medio «internacional» de Lancaster era InfoWars.
Los videos de Lancaster de Ucrania ganaron una atención considerable hasta julio de 2022, cuando la producción de Lancaster se volvió esporádica. Luego abandonó Ucrania durante un período prolongado, publicando ocasionalmente vídeos desde Armenia. En octubre de 2022, regresó a Ucrania, publicó vídeos en su canal de YouTube y realizó pódcasts y entrevistas. En junio de 2023, Lancaster realizó un reportaje en vídeo desde Rostov del Don, donde expresó su apoyo a la rebelión del Grupo Wagner contra el Gobierno ruso que estaba teniendo lugar en ese momento.
Lancaster continuó escribiendo blogs desde Rusia y los territorios ocupados de Ucrania por Rusia en julio y agosto de 2023, antes de regresar a Armenia en septiembre por un período prolongado. A partir de 2024, Lancaster realiza vlogs y pódcasts desde áreas de Ucrania controladas por Rusia.